# Wilhelm August von Just
Wilhelm August von Just (ur. w 1752, zm. 5 marca 1824) – saski dyplomata i polityk.
W służbie saskiej był przez 50 lat.
W roku 1806 był jednym z dworzan opowiadających się za sojuszem z Napoleonem. W latach 1810–1811 saski poseł w Paryżu. W 1811 szef policji, w latach 1813–1814 znów poseł w Paryżu, a w latach 1816–1823 w Londynie.